# Roger Mayweather
Roger Mayweather (* 24. April 1961 in Grand Rapids, Michigan; † 17. März 2020 in Las Vegas, Nevada) war ein US-amerikanischer Profiboxer und ehemaliger Weltmeister der WBA im Superfedergewicht, ehemaliger Weltmeister der IBO und WBC im Halbweltergewicht, sowie ehemaliger IBO-Weltmeister im Weltergewicht.

## Familie
Roger Mayweather war der Bruder der ehemaligen Profiboxer Floyd Mayweather Sr. (* 1952) und Jeff Mayweather (* 1964), sowie Onkel der Profiboxer Justin Jones (* 1987) und Floyd Mayweather Jr. (* 1977).

## Boxkarriere
Nach 68 Amateurkämpfen mit 64 Siegen wechselte er 1981 zu den Profis und gewann sein Debüt am 29. Juli in Las Vegas. Bis zu seiner ersten WM-Chance besiegte er 13 weitere Gegner, darunter die beiden WM-Herausforderer Kelvin Lampkin und Arturo Leon. Gegen Ruben Muñoz gewann er im Oktober 1982 die US-amerikanische Meisterschaft im Leichtgewicht.
Am 19. Januar 1983 boxte er in Puerto Rico gegen Samuel Serrano (47-4) um die WBA-Weltmeisterschaft im Superfedergewicht und gewann den Titel durch t.K.o. in der achten Runde. Im April 1983 verteidigte er den Titel ebenfalls durch t.K.o. in der achten Runde gegen den ungeschlagenen Jorge Alvarado aus Panama. Im August desselben Jahres bestritt er seine zweite Titelverteidigung gegen Benedicto Villablanca aus Chile und gewann durch K. o. in der ersten Runde. Am 26. Februar 1984 ging er jedoch gegen Rocky Lockridge selbst in der ersten Runde K. o. und verlor somit auch seinen WM-Titel. Auch seinen anschließenden Kampf gegen den zweifachen WM-Herausforderer Tony Baltazar, verlor er im Juli 1984 nach Punkten.
Vier anschließende Siege brachten ihm am 7. Juli 1985 in Las Vegas eine erneute WM-Chance im Superfedergewicht. Dabei unterlag er jedoch dem ungeschlagenen WBC-Titelträger Julio Chávez durch t.K.o. in der zweiten Runde. Gegen den späteren IBO-Titelträger und vierfachen WM-Herausforderer Mario Martínez (38-2) gewann er anschließend nach Punkten. Gegen den späteren IBF-Weltmeister Freddie Pendleton verlor er jedoch überraschend im März 1986 durch K. o. in der sechsten Runde.
Durch vorzeitige Siege gegen Oscar Bejines (31-3), Sergio Zambrano (34-1) und den späteren WBO-Weltmeister Sammy Fuentes konnte er sich in den Ranglisten halten, verlor jedoch im März 1987 nach Punkten gegen Pernell Whitaker.
Am 12. November 1987 gewann er gegen René Arredondo (40-3) durch t.K.o. in der sechsten Runde und wurde dadurch Weltmeister der WBC im Halbweltergewicht. 1988 bestritt er vier erfolgreiche Titelverteidigungen gegen Mauricio Aceves (24-6), Harold Brazier (55-7), Rodolfo Gonzalez (41-6) und Vinny Pazienza (25-2). In seiner fünften Titelverteidigung im Mai 1989 verlor er jedoch erneut vorzeitig gegen Julio Chávez.
Durch folgende Siege unter anderem gegen José Rivera und Terrence Alli, erhielt er am 7. Dezember 1991 eine IBF-WM-Chance im Halbweltergewicht gegen Rafael Pineda, unterlag dem Kolumbianer jedoch durch K. o. in der neunten Runde. Bis Ende 1993 bestritt er noch acht weitere Kämpfe, von denen er fünf gewann. Er besiegte dabei auch Livingstone Bramble, unterlag jedoch unter anderem gegen Zack Padilla.
In seinen folgenden sieben Kämpfen gewann er die WM-Titel der IBO im Halbwelter- und Weltergewicht. Am 25. Juni 1995 boxte er erneut um die IBF-WM im Halbweltergewicht, unterlag jedoch dem Titelträger Kostya Tszyu nach Punkten. Im Mai 1999 bestritt er seinen letzten Boxkampf.